# 레이저 유도 폭탄

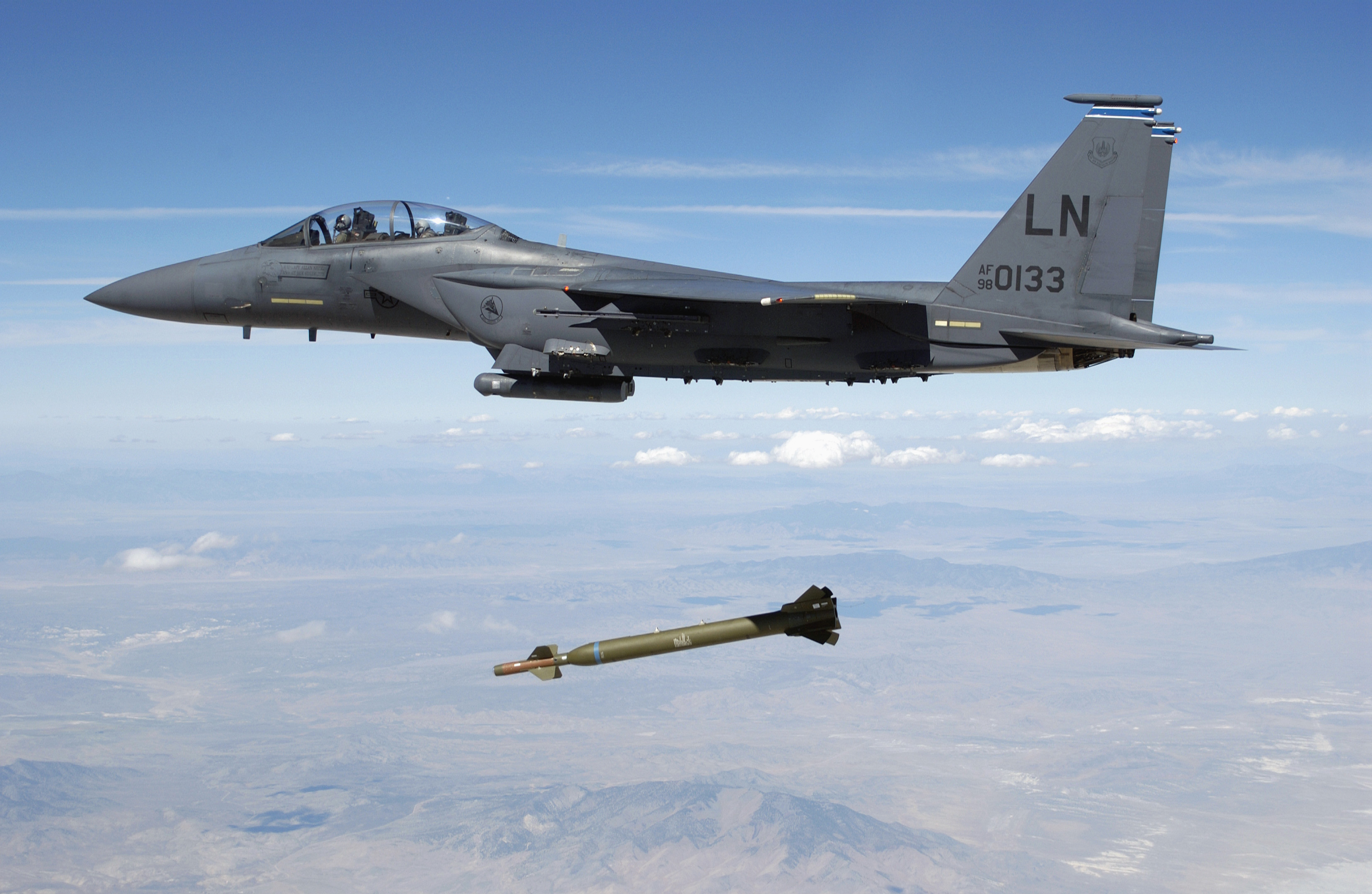
F-15E 전투기에서 투하되고 있는 GBU-28

레이저 유도 폭탄( - 誘導爆彈, 영어: laser-guided bomb, LGB)은 레이저를 이용한 유도지령(반능동 추적)에 의하여 목표를 타격하는 폭탄으로 정밀 유도 무기의 일종이다. 유사시 핵시설과 동굴속 장사정포 등 지하군사시설을 뚫고 들어가 폭파시키는 기능을 한다.

## 개관

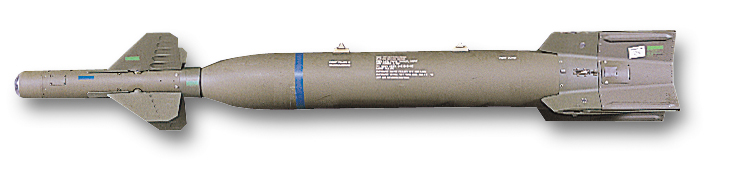
GBU-27

레이저 유도 폭탄은 목표를 표시하기 위해 레이저 지시기를 사용한다. 목표에서 반사된 레이저는 폭탄의 시커(Seeker)에 포착되어 레이저가 반사되는 방향으로 유도되게 된다. 레이저 유도 폭탄은 기본적으로 추진력 없이 날개만으로 유도된다. 추진력이 있는 레이저 유도 미사일은 같은 유도 시스템을 가지지만 보다 월등한 사거리와 기동성을 가지고 있다.
초기의 레이저 유도 폭탄은 4개의 시커에서 반사된 레이저의 강도를 측정하여 보다 강한 신호가 잡히는 쪽으로 유도되는 작동방식을 가지고 있었다. 현재의 레이저 유도 폭탄은 보다 향상된 시커와 유도장치로 정확도와 사거리가 증가했지만 기본적인 원리는 같다.
대부분의 레이저 유도 폭탄은 시커와 날개를 일반적인 범용폭탄이나 관통탄에 부착하는 형태로 생산된다. 이렇게 제작하는 것의 장점은 모듈식이고 상대적으로 개량이 쉬우며 값이 싸다는 것이다.

## 개발
레이저 유도 폭탄은 1960년대 미국에서 최초로 개발되었다. 미 공군은 1967년 최초로 베트남전에서 사용한 페이브웨이 시리즈를 개발했다. 비록 여러 가지 기술적인 또는 조작상의 문제가 있었지만 결과는 긍정적이었다. 레이저 유도 폭탄은 비유도 폭탄에 비해 훨씬 정확했지만 비싸지도 복잡하지도, 공대지 미사일과 같은 제약도 없었다. 특히 레이저 유도 폭탄은 기존에 수많은 출격과 수많은 폭탄이 필요했던 다리와 같은 구조물에 대해 효율적이었다.
1972년에서 1973년 동안 하노이와 하이퐁에 떨어진 페이브웨이 중 48%가 목표를 달성한 반면에, 자유낙하 폭탄은 5,5%만이 목표를 달성했다. 평균적으로 페이브웨이는 목표로부터 7m 내에 명중하였지만 자유낙하 폭탄은 136m 내에 명중하였다. 명중률의 비약적인 향상은 견고하게 방어되어 있고 크기가 작아서 기존의 공습을 피한 목표를 공격할 수 있게 하였다.
이 성공의 여파로 1960년대 말에서 1970년대 초까지 소련, 프랑스, 영국과 같은 다른 나라들 역시 비슷한 폭탄을 개발하였다.
미 공군을 비롯한 많은 나라의 공군에서는 현재 GPS를 예비 장치로 사용하도록 레이저 유도 폭탄을 개량하고 있다. 이러한 폭탄들은 레이저 지시기를 이용하여 정밀한 공격을 하지만, 만일 목표에서 반사되는 레이저가 사라지더라도 예비로 설치된 GPS 등 관성 항법장치를 이용하여 목표를 정밀하게 타격할 수 있다.

## 문제점 및 한계점
비록 레이저 유도 폭탄이 이상적인 상황에서는 매우 정확하지만 몇 가지 한계점이 있다.
첫 번째 문제점은 지시기의 사용이다. 정확한 유도를 위해서는 목표는 반드시 레이저로 비추어져야 하고 조종사는 폭탄의 사정거리까지 접근해야 한다. 레이저 유도 폭탄을 먼저 발사하고 그 후에 레이저 지시기를 작동시켜 유도를 하는 방법도 있지만 레이저가 구름이나 연기 등에 의해 가려질 경우 정확도가 크게 감소한다. 또한 레이저의 경로가 특정 상황에 있을 경우에도 문제가 될 수 있다. 보통 지시기에서는 적외선 대역의 레이저를 사용하는데 대기 중의 수증기는 레이저를 흡수하여 그 세기를 시커가 인식할 수 없는 수준까지 낮출 수 있다.
작은 목표를 정확하게 타격하기 위해서는 지시기의 레이저가 방해받지 않는 것이 바람직하다. 그러나 초기 레이저 유도 폭탄에 사용된 간단한 유도장치는 직선으로 비행하기 때문에 목표선보다 밑으로 처지는 경향이 있었다. 이를 피하기 위해서 유도되지 않는 상태에서 폭탄을 투하한 뒤 마지막 돌입 시점에만 유도를 해야 했다. 이는 보다 높은 조종사의 숙련도와 기체 성능을 요구했고 폭탄의 비행 경로에 주의해야 했다.
1970년대와 1980년대에는 지시기를 지상군이나 다른 전투기에 따로 탑재하는 것이 보통이었다. 전투기가 동료를 위해 레이저로 지시하는 것이 보다 실용적이라고 생각되었다. 그러나 최근에는 지시기가 보다 자율적으로 유도해 줄 수 있어야 하기 때문에 많은 전투기와 폭격기에 지시기와 폭탄을 함께 탑재하여 스스로 유도할 수 있도록 하고 있다.
비록 전투기에서 자율적으로 조준을 할 수 있지만, 위에서 설명한 문제점은 계속 남는다. 반사된 레이저는 연기, 안개, 구름 등에 의해 가려질 수 있기 때문에 레이저 유도 폭탄은 악천후와 같은 상황에서 무용지물이 된다. 1991년의 걸프 전쟁과 같이 사막에서 레이저가 때때로 모래에 반사되기도 하기 때문에 레이저 유도 폭탄이 목표를 추적하는 데 실패하기도 했다. 게다가 레이저 유도 폭탄은 유도해 줘야 하기 때문에 적의 지상 병력이나 전투기에 위험하게 노출된다.
또한 만약 레이저 유도 폭탄이 너무 높거나 너무 낮거나 시커가 목표를 탐지하지 못하는 각도로 투하된다면 목표에서 빗나가게 된다. 레이저 유도 폭탄을 이용한 공격에 최적인 고도는 약 6,000 ~ 10000m인데 이 고도에서는 지대공 미사일의 공격에 취약해진다.
이러한 이유 때문에 현대의 모든 공군이 레이저 유도 폭탄과 같은 정밀 유도 무기의 필요성을 역설함에도 몇몇 전술가들은 정밀한 비유도 폭탄의 사용을 주목한다. 이스라엘이 1981년 이라크의 오시라크에 있는 원자로를 공습할 때 레이저 유도 폭탄을 쓰지 않고 비유도 폭탄인 Mk84를 사용하였다. 레이저 지시기로 목표를 조준하는 것은 공격자의 생존성을 크게 떨어뜨린다는 것을 느꼈기 때문이다.

## 같이 보기
- 폭탄
- GBU-28